# Jugoslovanska hokejska liga 1979/80
Sezona 1979/80 jugoslovanske hokejske lige je bila sedemintrideseta sezona jugoslovanskega prvenstva v hokeju na ledu. Naslov jugoslovanskega prvaka so desetič osvojili hokejisti slovenskega kluba HK Olimpija Ljubljana. 

## Redni del

### Za 1. do 4. mesto
| Mesto | Klub               | OT | Z  | N | P  | DG  | PG  | Točke |
| ----- | ------------------ | -- | -- | - | -- | --- | --- | ----- |
| 1.    | Olimpija Ljubljana | 20 | 18 | 0 | 2  | 199 | 37  | 36    |
| 2.    | HK Jesenice        | 20 | 17 | 1 | 2  | 183 | 58  | 35    |
| 3.    | HK Cinkarna Celje  | 20 | 9  | 2 | 9  | 86  | 90  | 20    |
| 4.    | KHL Medveščak      | 20 | 8  | 2 | 10 | 88  | 102 | 18    |

### Za 5. do 8. mesto
| Mesto | Klub                | OT | Z | N | P  | DG  | PG  | Točke |
| ----- | ------------------- | -- | - | - | -- | --- | --- | ----- |
| 5.    | HK Partizan Beograd | 20 | 9 | 1 | 10 | 73  | 113 | 19    |
| 6.    | HK Crvena Zvezda    | 20 | 8 | 2 | 10 | 102 | 127 | 18    |
| 7.    | HK Kranjska Gora    | 20 | 5 | 0 | 15 | 76  | 176 | 10    |
| 8.    | HK Spartak Subotica | 20 | 1 | 2 | 17 | 59  | 163 | 4     |

## Končni vrstni red
1. Olimpija Ljubljana
2. HK Jesenice
3. HK Celje
4. KHL Medveščak
5. HK Crvena Zvezda
6. HK Partizan Beograd
7. HK Kranjska Gora
8. HK Spartak Subotica